# Иреть (приток Суры)
Иреть — река в России, протекает по Алатырскому району Чувашской Республики. Правый приток реки Суры.

## География
Река Иреть берёт начало в районе кордона Иретьский. Течёт на юго-запад через леса. Впадает в старицу реки Суры западнее села Сара. Устье реки находится в 313 км от устья Суры. Длина реки составляет 14 км.

## Данные водного реестра
По данным государственного водного реестра России относится к Верхневолжскому бассейновому округу, водохозяйственный участок реки — Сура от Сурского гидроузла и до устья реки Алатырь, речной подбассейн реки — Сура. Речной бассейн реки — (Верхняя) Волга до Куйбышевского водохранилища (без бассейна Оки).
Код объекта в государственном водном реестре — 08010500312110000037576.